# XVRML
xVRML (енгл. eXtensible Virtual Reality Modeling Language, обично се изговара екс-вермал) је стандардни формат датотеке за представљање тродимензионалне (3D) интерактивне рачунарске графике. Овај фајл формат је наменски дизајниран за примену на Светској комуникационој мрежи.

## Формат
xVRML је формат текстуалне датотеке из пројекта xVRML на RIT-у. Док је xVRML еволуирао из VRML-a; сада има синтаксу засновану на XML-y која се лако научи, за коју користи XML шему како би осигурала и јасну структуру и разумљива ограничења.

## Преузимања
Спецификације, документација и примери датотека, као и информације о програму за преглед (Carina), могу се наћи на веб локацији пројекта xVRML. Сви осим примера могу се преузети са SourceForge-a.  Опсежна и растућа библиотека предмета доступна је за јавну употребу путем странице xVRML Project.